# Matías Romero
Matías Francisco Orosio Romero Avendaño (Oaxaca, 24 de febrero de 1837-Nueva York, 30 de diciembre de 1898) fue un jurista, escritor, diplomático y político mexicano.
Estudió en el seminario de la Santa Cruz y en el Instituto de Ciencias y Artes de Oaxaca, donde cursó la carrera de abogado, y se recibió en la Ciudad de México en 1857.
Al estallar la guerra de Tres Años, acompañó al presidente Benito Juárez como empleado del Ministerio de Relaciones Exteriores; fue secretario de Melchor Ocampo en Veracruz y asistió con él a las negociaciones del tratado con Robert McLane.

## Diplomático en Washington
En 1855, a los 18 años, ingresó al Ministerio de Relaciones Exteriores como meritorio. Llegó a Washington por primera vez en 1859; inicialmente como colaborador después desempeñó el importante cargo de encargado de negocios ad interim. En 1862 se le nombró Secretario y Consultor Jurídico de la Legación mexicana en Estados Unidos. 
En julio de 1863 renunció y regresó a México, tomó las armas y alcanzó el grado de coronel, al mando del General Porfirio Díaz. 
Comprendiéndose que mejor servía a la patria como diplomático en septiembre de 1863 presentó sus cartas credenciales a Abraham Lincoln como enviado extraordinario y ministro plenipotenciario de México en la Legación mexicana. Desde ese puesto contribuyó al triunfo de la causa liberal escribiendo cartas, publicando artículos, ensayos y editoriales, distribuyendo informes, folletos, panfletos y estadísticas sobre México, para que la opinión pública norteamericana pudiera comprender la causa juarista y la importancia de que ese país la respaldara. 

No tenemos nada y necesitamos todo. Si continuamos en esta situación, sin recursos para organizar, armar y sostener ejércitos, reconozco que estaremos a la merced de los invasores, quienes podrán quedarse en nuestro país cuanto tiempo lo deseen. Esperamos prolongar nuestra resistencia indefinidamente hasta que queden convencidos de la imposibilidad de consolidar la posición de Maximiliano. El tiempo (que decidan quedarse) puede ser extenso o breve; nuestra tarea es acortarlo y, para ello, no deben controlar una pulgada más de territorio de lo que ya dominan y no deben vencer a otro soldado (mexicano). No obstante, la única manera de evitar esas pérdidas es que usted suministre armas a nuestras fuerzas.

Al triunfo de la república regresó a México en octubre de 1867.

## Su labor hacendaria
Regresó en octubre de 1867 y en enero del año siguiente se hizo cargo del Ministerio de Hacienda, aunque por poco tiempo, pues en mayo volvió a Estados Unidos, para concluir, entre otros asuntos pendientes, el arreglo de las reclamaciones mutuas.
En 1868 desempeñó nuevamente la cartera de Hacienda, hasta mayo de 1872 en que se retiró a Tapachula, Chiapas a dedicarse a labores agrícolas en el cultivo del café. En 1875 fue elegido Senador suplente por ese estado y en 1876 diputado federal por Oaxaca. Mantuvo una actitud legalista ante la rebelión de Tuxtepec, y sólo dio su apoyo al general Díaz cuando este triunfó en elecciones libres; mientras tanto viajó por el país y tomó notas para escribir artículos y libros donde predomina su interés por los problemas económicos.
Fue Secretario de Hacienda por tercera vez, del 24 de mayo de 1877 al 4 de abril de 1879, en que renunció por motivo de salud. Por cuarta vez fue Secretario de Hacienda del 1° de enero de 1892 al 7 de mayo de 1893. En este último periodo tuvo a José Yves Limantour como Oficial Mayor.
Durante su gestión hacendaria se realizó una importante reforma económica y se comenzó a ejercer un control y una supervisión del gasto público más estrictos.
Viajero incansable, recorrió Oaxaca y Veracruz, observó los cultivos de café y escribió una Monografía sobre este tema. Promovió una empresa ferrocarrilera en el Istmo de Tehuantepec, de la cual fue socio el general Ulysses Grant, pero se separó de este negocio para volver como representante de México a Washington.

## Su última misión en Washington
Fue representante diplomático en Estados Unidos como ministro plenipotenciario de 1893 a 1898. Durante su último año en Washington (1898) la Legación mexicana fue elevada al rango de embajada y él fue nombrado Embajador Extraordinario y Plenipotenciario de México en aquel país. 
Falleció en Nueva York en 1898.
En total Matías Romero residió en Washington alrededor de 20 años representando los intereses del país durante los gobiernos de tres presidentes: Benito Juárez, Manuel González y Porfirio Díaz.

## Memorias de Porfirio Díaz
Por iniciativa suya don Porfirio Díaz emprendió en 1892 la tarea de preparar sus Memorias, las cuales dictó en presencia de Romero y a las que este último añadió algunos datos y fechas que el viejo general no recordaba. También preparó la "Introducción" a las mismas.
En esta Introducción asentó: "...se hacía un verdadero servicio a la historia de México con llevarlas a cabo; y por ese motivo... me creí en el deber de animarlo..."

## Obra literaria
Su obra escrita cubre temas diplomáticos, económicos y comerciales. Entre las más conocidas:
- Diario personal 1855-1865.
- Correspondencia de la Legación Mexicana en Washington durante la intervención Extranjera. 1860-1868.
- El Estado de Oaxaca
- México and the United States
- Cultivo del Café en la costa meridional de Chiapas